# Élections sénatoriales algériennes de 2022
Les élections sénatoriales algériennes de 2022 ont lieu le 5 février 2022 en Algérie afin de renouveler au scrutin indirect et par nomination la moitié des membres du Conseil de la nation.

## Contexte
Le président Abdelmadjid Tebboune, élu de manière controversée en décembre 2019 à la suite des manifestations massives connues sous le nom de « Hirak », engage dès le début de son mandat une réforme constitutionnelle qui aboutit à la tenue d'un référendum le 1er novembre 2020, approuvé par une majorité des votants,.
Initialement prévues pour décembre 2021, les élections sénatoriales sont reportées en début d'année suivante en raison d'un retard dans la convocation du collège électoral. La loi électorale impose en effet la convocation du collège 45 jours avant le scrutin. Or, celui-ci reste incomplet en décembre du fait des nombreux recours déposés auprès du Conseil d’État à l'encontre des résultats des élections municipales de novembre 2021 dans plusieurs communes et wilayas. Le 22 décembre 2021, les élections sont finalement convoquées par le président Tebboune pour le 5 février 2022.

## Système électoral
Le Conseil de la nation est la chambre haute du parlement bicaméral algérien. Il est composé de 174 sièges renouvelés par moitié tous les trois ans pour des mandats de six ans. Sur ce total, deux tiers sont pourvus au scrutin indirect uninominal majoritaire à un tour par un collège électoral composé des membres des assemblées populaires de wilaya et des assemblées populaires communales dans 58 circonscriptions électorales basées sur les limites des wilayas, soit 116 sièges à raison de deux par wilaya. Les candidats doivent être âgés d'au moins trente-cinq ans, et être eux-mêmes issus de ces assemblées, qui totalisent environ 15 000 élus. 
Le tiers restant, soit 58 sièges, est nommé par le président de la République en raison de leurs compétences scientifiques, culturelles, professionnelles, économiques et sociales,. La Constitution limite par ailleurs le nombre de membres du Conseil à la moitié des membres de l'Assemblée populaire nationale.
Lors des élections organisées tous les trois ans, ce sont normalement la moitié des membres élus et celle des membres nommés qui sont renouvelées, soit 87 sièges. Ces élections sont cependant les premières depuis l'augmentation du nombre de wilayas, qui passe de 48 à 58 en février 2021. Le nombre de deux sièges par wilaya ainsi que le tiers de membres nommés étant tous deux spécifiés par la Constitution, cette augmentation a automatiquement entrainé celle du nombre de membres du Conseil de la nation, qui passe de 144 à 174. L'augmentation de 30 sièges est faite en une fois, les deux sièges de chacune des dix nouvelles wilayas étant pourvus en même temps que le renouvellement d'un des deux sièges de chacune des 48 wilayas sortantes, soit 68 sièges. De même, 10 nouveaux membres nommés s'ajoutent aux 24 à renouveler, soit 34 sièges. Un total de 102 sièges sont ainsi pourvus au lieu de 72 auparavant,,.

## Résultats
|                           |                                              |                |                |               |        |        |               |               |  |  |  |  |  |  |  |  |  |  |  |
| Partis                    | Partis                                       | Voix           | %              | Sièges        | Sièges | Sièges | Sièges        | Sièges        |  |  |  |  |  |  |  |  |  |  |  |
| Partis                    | Partis                                       | Voix           | %              | Total en 2018 | En jeu | Élus   | Total en 2022 | +/-           |  |  |  |  |  |  |  |  |  |  |  |
|                           | Front de libération nationale (FLN)          |                |                | 52            | 23     | 25     | 54            | 2             |  |  |  |  |  |  |  |  |  |  |  |
|                           | Rassemblement national démocratique (RND)    |                |                | 29            | 18     | 11     | 22            | 7             |  |  |  |  |  |  |  |  |  |  |  |
|                           | Front des forces socialistes (FFS)           |                |                | 4             | 2      | 2      | 4             | en stagnation |  |  |  |  |  |  |  |  |  |  |  |
|                           | Front El Moustakbal (FM)                     |                |                | 2             | 0      | 5      | 7             | 5             |  |  |  |  |  |  |  |  |  |  |  |
|                           | Mouvement El-Bina (MEB)                      |                |                | 0             | 0      | 5      | 5             | 5             |  |  |  |  |  |  |  |  |  |  |  |
|                           | La Voix du peuple (PVP)                      |                |                | 0             | 0      | 2      | 2             | 2             |  |  |  |  |  |  |  |  |  |  |  |
|                           | El Fadjr El Djadid (PFJ)                     |                |                | 1             | 1      | 2      | 2             | 1             |  |  |  |  |  |  |  |  |  |  |  |
|                           | Mouvement de la société pour la paix (MSP)   |                |                | 0             | 0      | 1      | 1             | 1             |  |  |  |  |  |  |  |  |  |  |  |
|                           | Rassemblement de l'espoir de l'Algérie (TAJ) |                |                | 0             | 0      | 1      | 1             | 1             |  |  |  |  |  |  |  |  |  |  |  |
|                           | Autres partis                                |                |                | 0             | 0      | 0      | 0             | en stagnation |  |  |  |  |  |  |  |  |  |  |  |
|                           | Indépendants                                 |                |                | 8             | 4      | 14     | 18            | 10            |  |  |  |  |  |  |  |  |  |  |  |
|                           | Membres nommés                               | Membres nommés | Membres nommés | 48            | 24     | 34     | 58            | 10            |  |  |  |  |  |  |  |  |  |  |  |
|                           |                                              |                |                |               |        |        |               |               |  |  |  |  |  |  |  |  |  |  |  |
| Suffrages exprimés        | Suffrages exprimés                           | 24 151         | 92,45          |               |        |        |               |               |  |  |  |  |  |  |  |  |  |  |  |
| Votes blancs et invalides | Votes blancs et invalides                    | 1 973          | 7,55           |               |        |        |               |               |  |  |  |  |  |  |  |  |  |  |  |
| Total                     | Total                                        | 26 124         | 100            | 144           | 72     | 102    | 174           | 30            |  |  |  |  |  |  |  |  |  |  |  |
| Abstentions               | Abstentions                                  | 1 027          | 3,78           |               |        |        |               |               |  |  |  |  |  |  |  |  |  |  |  |
| Inscrits / participation  | Inscrits / participation                     | 27 151         | 96,22          |               |        |        |               |               |  |  |  |  |  |  |  |  |  |  |  |

## Suites
Les nominations par le président Abdelmadjid Tebboune interviennent fin février. Membre à ce titre, Salah Goudjil (FLN) est reconduit à la tête du conseil le 24 février.